# Targuist
Targuist è una città del Marocco, nella provincia di Al-Hoseyma, nella regione di Taza-Al Hoceima-Taounate.
La città è anche nota come Tarjīst e prende il nome dall'omonima tribù berbera che la abitava.

## Amministrazione

### Gemellaggi
- Leganés